# Friedrich Schoenfelder
Friedrich Schoenfelder (né le 17 octobre 1916 à Sorau, mort le 14 août 2011 à Berlin) est un acteur allemand.

## Biographie
Friedrich Schoenfelder, dont le père est architecte, suit la formation du Preußischen Staatstheaters à Berlin avec comme professeur Gustaf Gründgens. Il fait ses débuts en 1936 et est engagé en 1939.
Après avoir fait la Seconde Guerre mondiale et été prisonnier, il est de 1946 à 1950 au Staatsoper Stuttgart puis au Deutsches Theater Göttingen et de 1951 à 1958 au Städtische Bühnen Frankfurt. Il revient à Berlin sans engagement. Il en obtiendra plus tard à Zürich, Vienne, Munich, Düsseldorf, Cologne, Francfort, Dresde, Hagen, joue dans les festivals de Bad Hersfeld, Heppenheim et Jagsthausen.
À la fin des années 1950, il joue le plus souvent le gentilhomme ou le vieux play-boy, notamment dans du théâtre de boulevard. Il participe au succès dans l'adaptation allemande de la comédie musicale My Fair Lady qu'il jouera plus de 1 200 fois.
Friedrich Schoenfelder fait une carrière au cinéma à partir de 1948. Après quelques grands rôles, il fait ensuite des seconds rôles. On le voit dans les mélodrames et les Heimatfilm dans les années 1950, les adaptations d'Edgar Wallace et les films de divertissement dans les années 1960 et 1970.
On le voit à la télévision en 1956. Il y joue des rôles différents. Avec plus de 140 rôles au cinéma et à la télévision, il est un acteur populaire pendant soixante ans.
En 2006, Schoenfelder fait une chute dans sa salle de bains, se casse la hanche et subit un remplacement. Il fait un retour au Renaissance-Theater à l'âge de 90 ans. Il continue des lectures jusqu'en 2010.

## Filmographie partielle

### Cinéma
- 1949 : Tragödie einer Leidenschaft
- 1950 : Königskinder
- 1950 : 5 unter Verdacht
- 1950 : Liebe auf Eis
- 1954 : Victoria et son hussard
- 1956 : Von der Liebe besiegt (de)
- 1958 : Madeleine et le légionnaire
- 1958 : Der eiserne Gustav
- 1959 : Peter décroche la timbale (Peter schießt den Vogel ab)
- 1959 : Unser Wunderland bei Nacht (de)
- 1959 : Grand Hôtel
- 1959 : SOS - Train d'atterrissage bloqué
- 1960 : La Grande vie
- 1960 : Ein Student ging vorbei
- 1960 : Le Vengeur défie Scotland Yard
- 1960 : Bis dass das Geld Euch scheidet…
- 1960 : Willy, der Privatdetektiv
- 1960 : Sabine und die 100 Männer
- 1961 : Mein Mann, das Wirtschaftswunder
- 1961 : Le Miracle du père Malachias (Das Wunder des Malachias) de Bernhard Wicki (voix, non crédité)
- 1961 : La Mystérieuse Madame Cheney
- 1962 : Wilde Wasser
- 1962 : Ich bin auch nur eine Frau
- 1963 : L'Araignée blanche défie Scotland Yard
- 1963 : Le Crapaud masqué
- 1964 : Das Wirtshaus von Dartmoor (de)
- 1964 : Docteur Mabuse et le Rayon de la mort de Hugo Fregonese et Victor De Santis :
- 1966 : Longues jambes, longs doigts (Lange Beine – lange Finger)
- 1967 : Pour messieurs seuls...
- 1969 : Le Divin Marquis de Sade
- 1969 : Ces messieurs aux gilets blancs
- 1970 : Heintje – Einmal wird die Sonne wieder scheinen
- 1970 : Was ist denn bloß mit Willi los?
- 1970 : Quand les profs s'envolent
- 1971 : La Morte de la Tamise
- 1979 : Aufwind
- 1979 : Le Magicien de Lublin
- 1983 : Kiez (de)
- 1986 : Caspar David Friedrich – Grenzen der Zeit
- 1986 : Gestatten, Bestatter
- 1987 : Otto – Der neue Film
- 2008 : Morgen, ihr Luschen! Der Ausbilder-Schmidt-Film

### Télévision

#### Téléfilms
- 1955 : Kopf in der Schlinge
- 1956 : Öl und Champagner
- 1957 : Mrs. Cheneys Ende
- 1957 : Das heiße Herz
- 1958 : Der Dank der Unterwelt
- 1958 : Die Bürger von Calais
- 1958 : Jim und Jill
- 1959 : Mein Freund Harvey
- 1959 : Der Mann im Manne
- 1959 : Die Fledermaus
- 1960 : Toter gesucht
- 1961 : Die Sache mit dem Ring
- 1962 : Jeder stirbt für sich allein de Falk Harnack : Harteisen, acteur
- 1963 : Berlin-Melodie
- 1963 : Bezauberndes Fräulein
- 1963 : Sophienlund
- 1963 : Ein Windstoß
- 1964 : Show hin – Schau her
- 1966 : Quadrille
- 1966 : Weiß gibt auf
- 1966 : Vater einer Tochter
- 1967 : Hugenberg – Gegen die Republik
- 1967 : Das Attentat – Schleicher : General der letzten Stunde
- 1967 : Der Tod läuft hinterher
- 1968 : Die Rivalin
- 1968 : Familie Musici
- 1969 : Waterloo
- 1970 : Die lieben Kinder
- 1970 : Das Mädchen seiner Träume
- 1970 : Giuditta – Freunde das Leben ist lebenswert
- 1971 : Der Raub der Sabinerinnen
- 1971 : Ein toller Dreh
- 1971 : Glückspilze
- 1972 : Das System Fabrizzi
- 1972 : Unter anderem Ehebruch
- 1974 : Madame Pompadour
- 1977 : Erben ist menschlich
- 1977 : Sanfter Schrecken
- 1977 : Begegnung im Herbst
- 1979 : Hatschi!
- 1979 : Aktion Abendsonne
- 1980 : Guten Abend, Mrs. Sunshine
- 1981 : Der Schützling
- 1987 : Mrs. Harris fährt nach Moskau
- 1988 : Romeo mit grauen Schläfen
- 1990 : Willi – Ein Aussteiger steigt ein
- 1994 : Glück im Grünen
- 1997 : Pension Schöller
- 1999 : Das Mädchen aus der Torte
- 2002 : Das Schloss des Grauens
- 2003 : L'Amour avant tout
- 2006 : Das unreine Mal
- 2010 : Lotta & die alten Eisen

#### Séries télévisées
- 1954 : Kinderbücher für Erwachsene : Der kleine Prinz
- 1955 : Die Galerie der großen Detektive
- 1960 : Am grünen Strand der Spree
- 1966 : Förster Horn
- 1968 : Cliff Dexter
- 1969 : Der gemütliche Samstagabend
- 1971 : Komische Geschichten mit Georg Thomalla
- 1971 : Duell zu dritt
- 1972 : Semesterferien
- 1973 : Algebra um Acht
- 1975 : Beschlossen und verkündet
- 1975 : Kommissariat IX
- 1976 : Die Sendung mit Paul
- 1977 : Drei Damen vom Grill
- 1979 : Die Koblanks
- 1984 : Turf
- 1984 : Tanzschule Kaiser
- 1986 : Detektivbüro Roth
- 1988 : Die Wicherts von nebenan
- 1988 : Un cas pour deux
- 1988 : Justitias kleine Fische
- 1991 : Insel der Träume
- 1991 : Vorsicht! Falke!
- 1992 : L'Ami des bêtes
- 1993–1994 : Immer wieder Sonntag
- 1994 : Berliner Weiße mit Schuß
- 1995 : Das Traumschiff : Tasmanien
- 2000 : Charly la malice
- 2003 : Brigade du crime : Pas de cadeaux pour les morts
- 2003 : Großstadtrevier
- 2004 : Tatort : Herzversagen
- 2006 : Une équipe de choc
- 2007 : En toute amitié (In aller Freundschaft)
- 2007 : Der Landarzt
- 2010 : SOKO Stuttgart : Todesengel

### Théâtre
En 2002, il joue dans Mutter Gräbert macht Theater à Berlin, mise en scène par Klaus Sonnenschein (de), aux côtés notamment de Edith Hancke, Sylvia Wintergrün et Santiago Ziesmer (de).

## Source de la traduction
- (de) Cet article est partiellement ou en totalité issu de l’article de Wikipédia en allemand intitulé « Friedrich Schoenfelder » (voir la liste des auteurs).